# Kwak Dae-Sung
Kwak Dae-Sung, född den 13 februari 1973, är en sydkoreansk judoutövare.
Han tog OS-silver i herrarnas lättvikt i samband med de olympiska judotävlingarna 1996 i Atlanta.